# Jerry Allen
Jerry Allen (21 marzo 1979) è un allenatore di calcio ed ex calciatore salomonese, di ruolo centrocampista, tecnico dell'Honiara City.

## Carriera

### Giocatore

#### Nazionale
Ha debuttato in Nazionale l'11 giugno 2001, in Nuova Zelanda-Isole Salomone (5-1), subentrando a Stanley Waita all'inizio del secondo tempo. Ha partecipato, con la Nazionale, alla Coppa d'Oceania 2000 e alla Coppa d'Oceania 2002. Ha collezionato in totale, con la maglia della Nazionale, quattro presenze.

### Allenatore
Ha cominciato la propria carriera da allenatore nel 2008, alla guida dell'Hekari United, con cui ha vinto la OFC Champions League 2009-2010. Nella stagione 2010-2011 è stato vice-allenatore dell'Hekari United. Nel 2011 è tornato sulla panchina dell'Hekari United, mantenendo l'incarico fino al termine della stagione 2015-2016. Nel 2017 è diventato vice-allenatore del Marist. Nella stagione successiva ha guidato il Marist. Nel gennaio 2019 l'Hekari United ne ufficializza l'ingaggio.

## Palmarès

### Allenatore

#### Competizioni nazionali
- Campionato papuano di calcio: 6

Hekari United: 2008-2009, 2009-2010, 2010-2011, 2011-2012, 2013, 2014

#### Competizioni internazionali
- OFC Champions League: 1

Hekari United: 2009-2010